# Jesús Alturo i Perucho
Jesús Alturo i Perucho (El Pont de Suert, 10 de março de 1954) é um paleógrafo, filólogo e historiador da cultura.
É professor catedrático da Universidade Autônoma de Barcelona, inicialmente de Filologia Latina (desde 1976) e posteriormente de Paleografia, Codicologia e Diplomática (desde 1992), quando substituiu seu professor, Anscari M. Mundó. Doutor em Filologia clássica, é especialista em Alta Idade Média, particularmente no campo da História cultural, não só na Catalunha e Espanha, mas também na Europa.
Desde 1994 é membro do Comité International de Paléographie Latine. É também membro da Société nationale des antiquaires de la France (2013), membro correspondente da Reial Acadèmia de Bones Lletres de Barcelona (2007), membro honorário da Societat Catalana de Numismàtica e membro da Societat Catalana d'Estudis Litúrgics (Instituto de Estudos Catalães).  Ele foi Directeur d'Études invité na École Pratique des Hautes Études de París. Dentro do projeto Monumenta Palaeographica Medii Aevi, ele é o director da Series Hispanica. Em 2017 publicou as Chartae Latinae Antiquiores Cataloniae, onde edita os documentos originais mais antigos conservados nos arquivos e bibliotecas da Catalunha, cem diplomas.
Alturo é autor de uma extensa e variada produção científica, com mais de trezentas publicações, incluindo a edição crítica de diplomas medievais, e a recuperação e estudo de fragmentos de códices, com a identificação de manuscritos tão únicos como o testemunho mais antigo do Liber de dono perseuerantiae de Agostinho de Hipona, ou o Pamphilus, ou o Jaufré, ou a peregrinação de Egéria, entre outros. Ele também estudou e editou textos literários medievais, como sermões atribuídos ao bispo e Abat Oliba ou ao gramático Borrell Guibert, e inscrições epigráficas medievais. Outro campo de interesses tem sido os glossários latinos medievais, e a difusão, em particular, do Liber glossarum. Em 2019, revelou uma edição completamente nova do Planctus monialis transmitido pelo ms. Vat. lat. 3251 e, por sua vez, outra versão desconhecida do mosterio de Santa María de Obarra.
Como paleógrafo identificou os amanuenses de numerosos códices, fragmentos de manuscritos e diplomas anónimos. No campo da história da escrita, tem dedicada especial atenção à escrita visigótica e a minúscula carolíngia.
Em outubro de 2021, com Tània Alaix, identificou o autor mais antigo conhecido de um texto catalão na pessoa do subdiácono Ramon de Cabó. Da mesma forma, propôs novas datas para os primeiros testemunhos escritos em catalão, a tradução catalã do Liber Iudiciorum, preservado na La Seu d'Urgell e no Mosteiro de Montserrat, e nas ″Homilies de Organyà″ da Biblioteca da Catalunha.

## Prêmios e Reconhecimentos
Alturo foi galardoado, entre outros, com o Prémio Cidade de Barcelona (1982) pelo seu trabalho L'arxiu antic de Santa Anna de Barcelona del 942 al 1200. (Aproximació històrico-lingüística), e com o  Prémio Crítica Serra d'Or (2004), para o seu livro Història del llibre manuscrit a Catalunya, a primeira abordagem ao tema na Catalunha e Espanha, onde especificou os conceitos de scriptorium, biblioteca e amanuense. Em 13 de dezembro de 2021, recebeu o Creu de Sant Jordi, “pelo seu contributo para o campo da paleografia, codicologia e diplomatica, e os seus principais contributos para a história da literatura e da arte medieval do período românico da Catalunha”.

## Livros
- L’Arxiu Antic de Santa Anna de Barcelona (Fons de Santa Anna i de Santa Eulàlia del Camp) del 942 al 1200: aproximació històrico-lingüística, 3 vol., (1985)
- Diplomatari de Polinyà del Vallès: aproximació a la història d'un poble del segle X al XII (1985)
- Mundó, Anscari M.Obres completes. 1, De la romanitat a la sobirania. (1997)
- Diplomatari d’Alguaire i del seu monestir santjoanista, de 1076 a 1245 (1999)
- Studia in codicum fragmenta (1999)
- El llibre manuscrit a Catalunya: orígens i esplendor (2000; 2a ed. 2001)
- Liber iudicum popularis ordenat pel jutge Bonsom de Barcelona, ed. by J. Alturo, J. Bellés, J.M. Font i Rius, Y. García, A.M. Mundó (2003)
- Història del llibre manuscrit a Catalunya (2004)
- El Llibre i la lectura: de l’antigüitat a l'època moderna (2008)
- El calze i la lira entre reixes: culte i textos clandestins dins la Presó Model de Barcelona (1937) (2008)
- Diplomatari d’Alguaire i del seu monestir duple de Sant Joan de Jerusalem (1245 a 1300) (2010)
- Memòries de la Guerra Civil i notes parroquials de postguerra de Mn. Joan Agut i Ribera, rector de Santa Maria de Montmaneu (2011)
- La Producció i circulació de llibres clandestins des de l'antiguitat fins als nostres dies: actes de les segones Jornades internacionals sobre història del llibre i de la lectura: 20 i 21 d'octubre de 2010, ed. by J. Alturo, M. Torras and A. Castro (2012)
- La Escritura visigótica en la Península Ibérica: nuevas aportaciones, Jornadas Internacionales ed. by J. Alturo, M. Torras and A. Castro (2012)
- Alturo, J., e T. Alaix. L’església de Sant Salvador de Polinyà i les seves pintures (2016)
- Alturo, J., e T. Alaix. Chartae Latinae Antiquiores Cataloniae, 3 vol., (2017-18) (em inglês)
- Alturo, J., e T. Alaix. Mil cent anys de la vila i de la parròquia de Santa Maria de Llinars (2019)
- Alturo, J., e T. Alaix. L’antependi de Sant Martí de Lleida a Baltimore i altres obres de l’art medieval català (2020)
- Alturo, J., e T. Alaix. El canonge Adanagell de Vic (ca. 860-925), llavor de noves semences: la cultura a la diòcesi d’Osona en els primers temps carolingis (2021)